# 鳥取県道294号網代港大岩停車場線
鳥取県道294号網代港大岩停車場線（とっとりけんどう294ごう あじろこうおおいわていしゃじょうせん）は、鳥取県岩美郡岩美町を通る一般県道である。

## 概要
岩美郡岩美町大字大谷からJR西日本山陰本線 大岩駅に至る。

### 路線データ
- 起点：鳥取県岩美郡岩美町大字大谷（網代港臨港道路交点）
- 終点：鳥取県岩美郡岩美町大字大谷（JR西日本山陰本線 大岩駅前）

## 歴史
- 2015年（平成27年）3月31日 - 鳥取県告示第218号により、岩美郡岩美町大谷地内の経路を変更[1][2]。

## 路線状況

### 重複区間
- 鳥取県道27号網代港線（岩美郡岩美町大字大谷）
- 国道178号（岩美郡岩美町大字大谷・大谷中央交差点 - 岩美郡岩美町大字大谷）

### 道路施設

#### 橋梁
- 新川橋（新川、岩美郡岩美町、国道178号重複区間内）

## 地理

### 通過する自治体
- 鳥取県
  - 岩美郡岩美町

### 交差する道路
| 交差する道路                                             | 交差する場所 | 交差する場所   |
| -------------------------------------------------------- | ------------ | -------------- |
| 網代港臨港道路                                           | 大字大谷     | 起点           |
| 鳥取県道27号網代港線 重複区間起点                        | 大字大谷     |                |
| 国道178号 重複区間起点 鳥取県道27号網代港線 重複区間終点 | 大字大谷     | 大谷中央交差点 |
| 国道178号 重複区間終点                                   | 大字大谷     |                |
| 国道9号 / 岩美道路                                       | 大字大谷     | [ 注釈 1 ]     |

### 沿線
- 網代漁港
- 鳥取警察署 大谷駐在所
- 岩美町立岩美西小学校
- JR西日本山陰本線 大岩駅